# Qanat de Son Reus
El qanat de Son Reus és un qanat, o font de mina, d'origen andalusí d'una longitud de 300 m, situat dins la possessió de Son Reus de Randa, del municipi d'Algaida i dins la possessió de Son Saleta del municipi de Llucmajor, construït per abastir d'aigua l'hort del rafal musulmà de Ferrutxelles, actual Son Saleta. És el qanat més llarg de Mallorca.

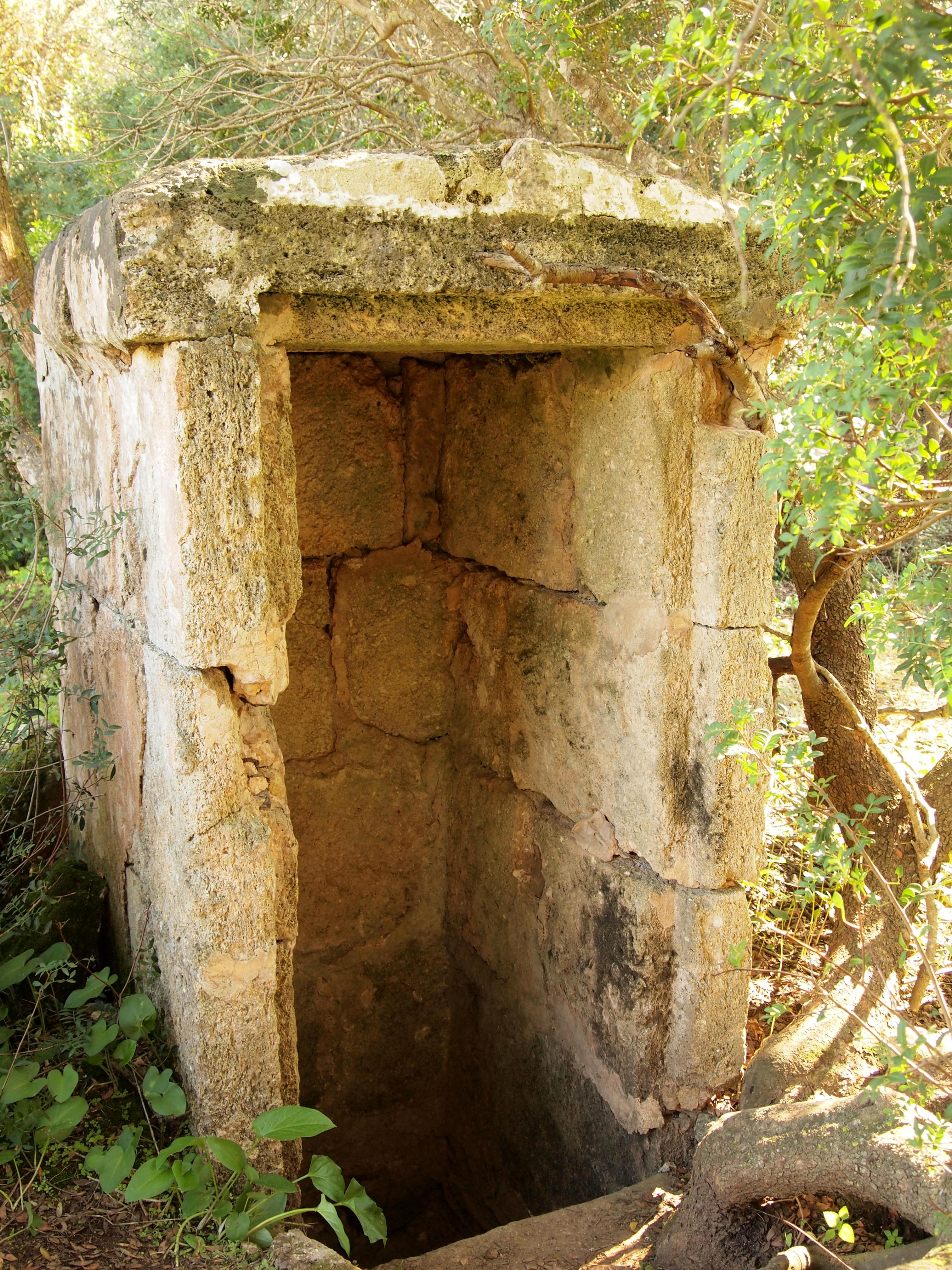
Entrada al pou

El pou mare, anomenat font de Son Reus o font de Ferrutxelles, està situada dintre d'un sementer arran del camí Vell d'Algaida a Llucmajor i als peus de puig de s'Escolà, en el seu vessant de tramuntana. S'hi accedeix per un portal d'alçada d'1,60 m i es descendeix per una escala excavada parcialment a la roca fins als 10 m de fondària on es troba l'ullal. A l'interior destaquen tres arcs escarsers i una volta de canó de peces de marès. Des d'ell surt la galeria del qanat en direcció sud-oest, cap a la zona agrícola de Son Saleta. L'altura dels primers metres de galeria és de 5 m per reduir-se poc després a uns 2 m. L'amplària inicial és de 80 cm. El sostre és d'arc en mitra o angular.
Des de l'exterior només es veuen els orificis d'entrada i de sortida d'aquesta galeria i 9 pous de ventilació, dels 14 originals. A uns 50 m del portal de la mina s'ha enfonsat una part del sostre. La galeria travessa el camí vell d'Algaida a Llucmajor per a tornar a comparèixer dins la possessió de Son Saleta. A un dels pous d'aireig prop del camí hi cau aigua provinent d'una petita bassa. La sortida de la galeria, d'1,30 m d'alt i 60 cm d'ample, és arran de la tanca que serveix de partió de terme. Tan sols els darrers dos o tres metres de la mina són dins el terme de Llucmajor.
La font fou concedida a la vila de Llucmajor pel rei Jaume II de Mallorca i participà en el seu abastiment fins a l'any 1969. El 1307 es projectà una síquia per reunir les seves aigües amb les provinents de la font de Randa.